# Maharashtra Open 2018 - Qualificazioni singolare
Le qualificazioni del singolare maschile del Maharashtra Open 2018 sono state un torneo di tennis preliminare per accedere alla fase finale della manifestazione. I vincitori dell'ultimo turno sono entrati di diritto nel tabellone principale. In caso di ritiro di uno o più giocatori aventi diritto a questi sono subentrati i lucky loser, ossia i giocatori che hanno perso nell'ultimo turno ma che avevano una classifica più alta rispetto agli altri partecipanti che avevano comunque perso nel turno finale.

## Teste di serie
1. Thiago Monteiro (qualificato)
2. Adrián Menéndez Maceiras (ultimo turno)
3. Kwon Soon-woo (primo turno)
4. Carlos Taberner (ultimo turno)

1. Ricardo Ojeda Lara (qualificato)
2. Sumit Nagal (qualificato)
3. Il'ja Ivaška (qualificato)
4. Prajnesh Gunneswaran (ultimo turno)

## Qualificati
1. Thiago Monteiro
2. Ricardo Ojeda Lara

1. Il'ja Ivaška
2. Sumit Nagal

## Tabellone qualificazioni

### Legenda
| - Q = Qualificato - WC = Wild card - LL = Lucky loser | - ALT = Alternate - SE = Special Exempt - PR = Protected Ranking | - w/o = Walkover - r = Ritirato - d = Squalificato |

### Sezione 1
|  | Primo turno | Primo turno          | Primo turno          | Primo turno | Primo turno |  |  | Ultimo turno | Ultimo turno         | Ultimo turno         | Ultimo turno | Ultimo turno |  |
|  |             |                      |                      |             |             |  |  |              |                      |                      |              |              |  |
|  | 1           | Thiago Monteiro      | 3                    | 6           | 7           |  |  |              |                      |                      |              |              |  |
|  |             | Sriram Balaji        | 6                    | 3           | 5           |  |  | 1            | Thiago Monteiro      | Thiago Monteiro      | 7            | 7            |  |
|  | Alt         | Jayesh Pungliya      | Jayesh Pungliya      | 4           | 1           |  |  | 8            | Prajnesh Gunneswaran | Prajnesh Gunneswaran | 5            | 5            |  |
|  | 8           | Prajnesh Gunneswaran | Prajnesh Gunneswaran | 6           | 6           |  |  |              |                      |                      |              |              |  |

### Sezione 2
|  | Primo turno | Primo turno              | Primo turno              | Primo turno | Primo turno |  |  | Ultimo turno | Ultimo turno             | Ultimo turno | Ultimo turno | Ultimo turno |  |
|  |             |                          |                          |             |             |  |  |              |                          |              |              |              |  |
|  | 2           | Adrián Menéndez Maceiras | Adrián Menéndez Maceiras | 6           | 6           |  |  |              |                          |              |              |              |  |
|  | WC          | Shahbaaz Khan            | Shahbaaz Khan            | 2           | 0           |  |  | 2            | Adrián Menéndez Maceiras | 2            | 6            | 4            |  |
|  | WC          | Divij Sharan             | Divij Sharan             | 2           | 3           |  |  | 6            | Sumit Nagal              | 6            | 3            | 6            |  |
|  | 6           | Sumit Nagal              | Sumit Nagal              | 6           | 6           |  |  |              |                          |              |              |              |  |

### Sezione 3
|  | Primo turno | Primo turno        | Primo turno        | Primo turno | Primo turno |  |  | Ultimo turno | Ultimo turno       | Ultimo turno       | Ultimo turno | Ultimo turno |  |
|  |             |                    |                    |             |             |  |  |              |                    |                    |              |              |  |
|  | 3           | Kwon Soon-woo      | 6                  | 3           | 64          |  |  |              |                    |                    |              |              |  |
|  |             | João Souza         | 4                  | 6           | 7           |  |  |              | João Souza         | João Souza         | 3            | 4            |  |
|  |             | Sasi Kumar Mukund  | Sasi Kumar Mukund  | 2           | 1           |  |  | 5            | Ricardo Ojeda Lara | Ricardo Ojeda Lara | 6            | 6            |  |
|  | 5           | Ricardo Ojeda Lara | Ricardo Ojeda Lara | 6           | 6           |  |  |              |                    |                    |              |              |  |

### Sezione 4
|  | Primo turno | Primo turno     | Primo turno   | Primo turno | Primo turno |  |  | Ultimo turno | Ultimo turno    | Ultimo turno    | Ultimo turno | Ultimo turno |  |
|  |             |                 |               |             |             |  |  |              |                 |                 |              |              |  |
|  | 4           | Carlos Taberner | 5             | 6           | 7           |  |  |              |                 |                 |              |              |  |
|  |             | Vishnu Vardhan  | 7             | 2           | 63          |  |  | 4            | Carlos Taberner | Carlos Taberner | 3            | 2            |  |
|  |             | Franko Škugor   | Franko Škugor | 3           | 3           |  |  | 7            | Il'ja Ivaška    | Il'ja Ivaška    | 6            | 6            |  |
|  | 7           | Il'ja Ivaška    | Il'ja Ivaška  | 6           | 6           |  |  |              |                 |                 |              |              |  |